# Hörden am Harz
Hörden am Harz – gmina w Niemczech, w kraju związkowym Dolna Saksonia, w powiecie Getynga. Do 31 października 2016 należała do powiatu Osterode am Harz. Wchodzi w skład gminy zbiorowej Hattorf am Harz.

## Geografia
Gmina Wulften am Harz położona jest ok. 15 km na zachód od miasta Herzberg am Harz.